# الطائر المبكر (فلم)
الطائر المبكر (بالإنجليزية: The Early Bird) فيلم كوميدي بريطاني لعام 1965  من إخراج روبرت آشر وبطولة نورمان ويزدوم. كما يضم إدوارد تشابمان وبريان برينجل وريتشارد فيرنون وجون لو ميزورييه وجيري ديسموند. كان أول فيلم نورمان ويزدوم يتم تصويره بالألوان. العنوان مأخوذ من عبارة «الطائر المبكر يمسك الدودة». يساعد نورمان في إدارة مصنع ألبان صغير قديم الطراز مهدد بالإغلاق ونورمان يبذل قصارى جهده لإنقاذ الألبان.

## طاقم التمثيل
نورمان ويزدوم: في دور نورمان بيتكين
إدوارد تشابمان: في دور السيد توماس جريمسدال
جيري ديسموند: في دور السيد والتر هنتر
بادي أونيل: في دور السيدة جلادويز هوسكينز
بريان برينجل: في دور أوستن
ريتشارد فيرنون: في دور السير روجر ويدجوود
جون لو ميسورييه: في دور العقيد فوستر
بيتر جيفري: في دور رئيس المطافئ
بيني موريل: في دور ملكة جمال كاري
مارجي لورانس: في دور امرأة مهملة
فرانك ثورنتون: في دور طبيب مخمور
داندي نيكولز: في دور امرأة يغمرها الحليب
هاري لوك: في دور المفوض
مايكل بيلتون: في دور الرجل العصبي
إيموجين هاسال: في دور سكرتير السير روجر
توني سيلبي: في دور جودفري

## ملخص أحداث الفيلم
يعمل نورمان في مصنع إنتاج البان، ويقاوم شركة كبيرة تحاول منافسة مصنع نورمان. تركز الكثير من الفكاهة على الكوميديا الهزلية الكلاسيكية، حيث يواجه نورمان العديد من المغامرات الكوميدية. وتشمل هذه الأشياء أن يتم جره حول حديقة السيد هانتر بواسطة جزازة العشب الضالة واستخدام خراطيم الضغط العالي لفرقة الإطفاء لتفجير رجال الإطفاء عن سلالمهم، بعد استدعائهم لحريق مشتبه به في مقر الشركة المنافسة.

## استقبال الفيلم
كان الفيلم واحدًا من أكثر 15 فيلمًا شهرة في شباك التذاكر البريطاني عام 1966.
وصف موقع أول موفي الفيلم بأنه «هجاء بريطاني حيوي».
كتب موقع سكرين اون لاين: «على الرغم من كل إخفاقاته، فإن الفيلم كان نجاحًا كبيرًا آخر في شباك التذاكر».
كتب موقع موفي سين: «يتلخص الفيلم في انه كوميديا نورمان ويزدوم النموذجية بنسبة 100٪».

## روابط خارجية
- الطائر المبكر على موقع IMDb (الإنجليزية)
- الطائر المبكر على موقع روتن توميتوز (الإنجليزية)
- الطائر المبكر على موقع أول موفي (الإنجليزية)
- الطائر المبكر على موقع فيلمافينيتي (الإسبانية)
- الطائر المبكر على موقع قاعدة بيانات الأفلام السويدية (السويدية)
- الطائر المبكر على موقع قاعدة بيانات الفيلم (الإنجليزية)
- الطائر المبكر على موقع ليتربوكسد (الإنجليزية)
- الطائر المبكر على موقع كينوبويسك (الروسية)